# 김철민 (스피드스케이팅 선수)
김철민(金哲民, 1992년 11월 29일~)은 대한민국의 스피드스케이팅 선수이다.
쇼트트랙으로 선수 생활을 시작했다. 2010-11 시즌 국가대표 예비선수로 선발되었으며, 2010년 12월 엄천호를 대신하여 출전한 쇼트트랙 월드컵 대회 1500m에서 우승하였다. 2011년/2012년 시즌 스피드스케이팅으로 전향하여 국가대표로 선발되어, 2012년 세계 주니어 선수권에 참가하여 5000m에서 3위를 했으며, 팀추월에서 2위를 했다. 2012년/2013년 시즌에도 국가대표로 선발되어 중장거리와 팀추월 대회에 출전했으며, 2013년 세계 종목별 스피드스케이팅 선수권 대회 팀추월 은메달을 획득했다.
2013-14 시즌 국가대표로 선발되어, 2014년 동계 올림픽 5000m와 팀추월 출전권을 얻었다. 올림픽에서는 5000m에서 24위를 했으며, 팀 추월에 이승훈, 주형준과 짝을 지어 출전하여 은메달을 땄다.
여동생 김담민도 쇼트트랙 선수로 활동하고 있으며, 김철민과는 반대로 롱 트랙에서 전향했다고 한다.
아버지는 스케이트화를 주문 생산하는 ‘쎈스포츠’의 대표라고 하며, 아버지가 만든 스케이트화를 신고 올림픽에 출전했다.